# Đá Hải Sâm

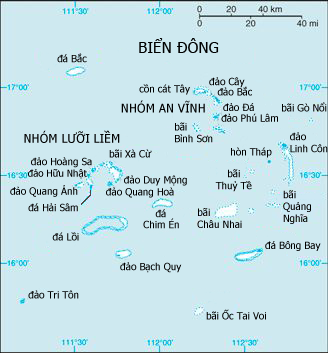
Vị trí của đá Hải Sâm trong quần đảo.

Đá Hải Sâm (tiếng Anh: Antelope Reef; tiếng Trung: 羚羊礁; bính âm: Língyáng jiāo, Hán-Việt: Linh Dương tiêu) là một rạn san hô vòng thuộc nhóm đảo Lưỡi Liềm của quần đảo Hoàng Sa. Đá này nằm cách đảo Quang Ảnh khoảng 1,5 hải lý (2,8 km) về phía đông và cách đảo Hữu Nhật khoảng 0,5 hải lý (0,9 km) về phía nam.
Đá Hải Sâm là đối tượng tranh chấp giữa Việt Nam, Đài Loan và Trung Quốc. Hiện nay, Trung Quốc đang kiểm soát rạn vòng này.

## Đặc điểm
Rạn san hô đá Hải Sâm dài khoảng 3 hải lý (5,6 km), rộng khoảng 2 hải lý (3,7 km) và chìm xuống nước khi thủy triều lên.
Ở góc đông nam của ran san hô nổi lên một cồn cát cao 1 m so với mực nước biển và rộng 1,5 ha; Trung Quốc gọi nó là bãi cát Khuông Tử  (tiếng Trung: 筐仔沙洲; bính âm: Kuāngzǎi Shāzhōu; Hán-Việt: Khuông Tử sa châu), có tọa độ địa lý là 16°26′49″B 111°36′24″Đ / 16,44694°B 111,60667°Đ.

## Xã khu Linh Dương
Xã khu Linh Dương là một đơn vị hành chính không chính thức (tương đương cấp thôn ở Việt Nam) được Trung Quốc thành lập năm 2010 trên địa phận đá Hải Sâm và đảo Hữu Nhật, thuộc Khu quản lý hành chính Quần đảo Vĩnh Lạc, quận Tây Sa, thành phố Tam Sa, tỉnh Hải Nam. Năm 2014, đảo Hữu Nhật được tách ra khỏi xã khu Linh Dương để thành lập xã khu Cam Tuyền.